# 仙市镇
仙市镇，是中华人民共和国四川省自贡市沿滩区下辖的一个镇，又名仙滩，始建设于1400多年前的隋代开皇年间，是一个以盐业而发展兴盛的古镇。仙市镇是中国历史文化名镇、四川省历史文化名镇之一，距自贡市市区11公里，位于釜溪河畔，水路交通便捷，自古就是是自贡“东大道下川路”运盐的重要驿站和水码头。

## 历史
仙市镇建于隋代，由当时的义和县治所，宋代以获取税收而设镇，清代置上北路仙滩场保，民国元年(1911年)设仙市团，民国23年(1934年)为仙市镇，民国29年(1940年)为仙市乡，1958年成立仙市公社，1984年改社为乡，1995年撤乡建镇，今天的仙市镇就是在古镇的基础上发展起来的。

## 地理
仙市镇位于自贡市沿滩区北部，富顺县西北部的釜溪河畔，古镇因此依河而建。仙市镇东与何市、新店镇接壤，南与瓦市镇、洪沟乡相连，西隔釜溪河与沿滩镇、卫坪镇相望，北与和平乡、大山铺镇相邻。全镇面积为55.25平方公里，古建筑面积为27.9平方公里。仙市是自贡井盐运经釜溪河，进入沱江、并汇入长江、溯赤水而出川的第一个码头。同时也是四川由水运运输盐转为由陆地上运盐的一个中转站。

## 行政区划
仙市镇下辖以下地区：
仙滩社区、坳店村、洞山村、云溪村、五七村、水口村、蕉湾村、姚湾村、象山村、上水村、月合村、石塔村、芭茅村、鱼洞村、箭口村、华丰村、瑜龙村、天成村、大岩村、石桥村、余家村、马丘村、百胜村、南和村、八斗村、柏树村和狮吼村。

## 中国传统村落
2013年8月，仙滩社区被评为第二批中国传统村落。